# Gega
Gega (bułg. Гега) – wieś w Bułgarii, w obwodzie Błagojewgrad, w gminie Petricz. Według danych szacunkowych Ujednoliconego Systemu Ewidencji Ludności oraz Usług Administracyjnych dla Ludności, 15 czerwca 2020 roku miejscowość liczyła 228 mieszkańców.

## Osoby związane z miejscowością

### Urodzeni
- Złati Angełski (1837–1914) – bułgarski rewolucjonista
- Anton Popow (1915–1942) – bułgarski dziennikarz i pisarz
- Nikoła Popow (1889–1922) – bułgarski nauczyciel i rewolucjonista